# فيليب إدوارد تشابيل
فيليب إدوارد تشابيل (بالإنجليزية: Phillip Edward Chappell)‏ هو سياسي أمريكي، ولد في 18 أغسطس 1837، وتوفي في 23 فبراير 1908. حزبياً، نشط في الحزب الديمقراطي.